# Народна Република Ангола
Народна Република Ангола (порт. República Popular de Angola) је била социјалистичка држава у југозападној Африци, проглашена након завршетка рата против португалске колонијалне власти 1975. године. Укинута је 1992. године.

## Историја
Током борбе за независност Анголе од португалске колонијалне власти, испољила су се три јака ослободилачка покрета, Национални ослободилачки фронт Анголе (ФНЛА), Народни покрет за ослобођење Анголе (МПЛА) и Национална унија за потпуну независност Анголе (УНИТА). Након револуције каранфила у априлу 1974. године, нова португалска влада ступила је у преговоре за независност Анголе. Ангола је постала независна 11. новембра 1975. године. Након проглашења независности, формирана је влада МПЛА-е у главном граду Луанди и алтернативна влада ФНЛА-е и УНИТА-е у Хуамбу.
МПЛА је убрзо успоставила пријетељске односе са Кубом, Совјетским Савезом и НР Мозамбиком. У грађанском рату који је уследио, МПЛА-у је финансирао и подупирао СССР, а у помоћ су јој долазиле и кубанске војне снаге. УНИТА/ФНЛА подупирале су неке државе Запада и Јужноафричка Република. До 1976, МПЛА је учврстила власт и нову владу председника Агостиња Нета признале су многе земље широм света.
Након Нетове смрти 1979, нови председник постао је Жозе Едуардо дос Сантос. Снаге УНИТА-е одустале су од борбе до 1984, док је ФНЛА наставила борбу. Влада Анголе је у исто време подупирала покрет за ослобођење Намибије од јужноафричке колонијалне власти. Августа 1988. године, постигнут је мировни споразум између Анголе, Јужне Африке и Кубе у којем је зајамчено стицање независности Намибије и окончана кубанска и јужноафричка умешаност у грађански рат у Анголи. Влада САД-а наставила је да помаже УНИТА-у.
Марта 1991. године, МПЛА и УНИТА су потписале мировни споразум, који је јамчио прекид ватре и легализацију свих странака до маја. Народна Република Ангола службено је укинута 27. августа 1992. године, након чега је проглашена данашња Република Ангола.